# Metaphycus orientalis
Metaphycus orientalis är en stekelart som först beskrevs av Compere 1924.  Metaphycus orientalis ingår i släktet Metaphycus och familjen sköldlussteklar. Inga underarter finns listade i Catalogue of Life.